# Whittleia
Whittleia é um gênero de mariposa pertencente à família Acrolophidae.